# Палаццо Беллавите-Баффо
Палаццо Беллавите-Баффо (итал. Palazzo Bellavite Baffo) — палаццо (дворец) XVI века, расположенный в Венеции на площади Кампо-Сан-Маурицио в сестиере (районе) Сан-Марко. Название дано по именам сменявших друг друга владельцев.

## История и архитектура
Дворец был заказан в начале XVI века Дионисио Беллавите, богатым торговцем мукой и маслом, и построен на месте старой колокольни церкви Сан-Маурицио. До своей смерти в 1768 году в палаццо проживал венецианский поэт, драматург и сенатор Венецианской республики Джорджо Баффо. В 1803—1804 годах во дворце жил знаменитый поэт и романист Алессандро Мандзони. На фасаде палаццо есть две каменные доски в память об обоих писателях.
Четырёхэтажный дворец характерен окнами-серлианами по центру фасада на втором и третьем этажах.
Интерьеры оформлены в XVIII веке. Известно, что дворец в XVI веке был расписан фресками Паоло Веронезе, но от этой работы ничего не сохранилось. Фрески, которые можно увидеть сейчас, датируются XVIII столетием и приписываются Пьетро Антонио Новелли и Джованни Баттиста Менгарди. Ныне в здании размещаются учебный центр и офисы.